# Andrest
Andrest település Franciaországban, Hautes-Pyrénées megyében. Lakosainak száma 1349 fő (2022. január 1.). Andrest Pujo, Tarbes, Bazet, Gayan, Marsac, Oursbelille, Sarniguet, Siarrouy és Aurensan községekkel határos.

## Népesség
A település népességének változása:
| Lakosok száma | 1420 | 1402 | 1422 | 1396 | 1388 | 1379 | 1371 | 1360 | 1349 |
|               | 2013 | 2015 | 2016 | 2017 | 2018 | 2019 | 2020 | 2021 | 2022 |